# Musée de la boulangerie de Bonnieux

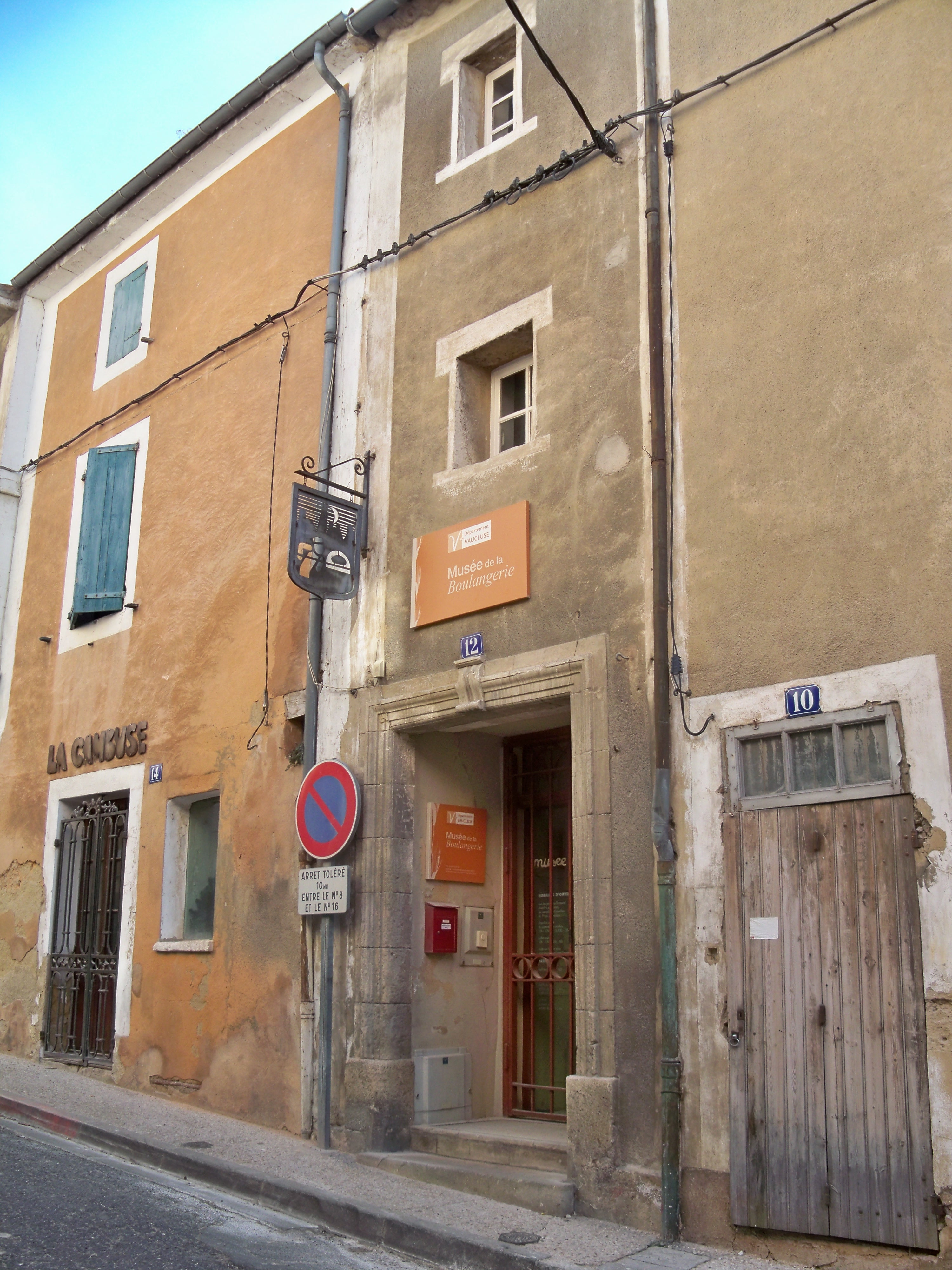
La maison abritant le musée

Le musée de la boulangerie de Bonnieux dans le Vaucluse présente les savoir-faire du métier de boulanger et explique de manière pédagogie, les étapes et accessoires nécessaires à la fabrication du pain.

## Implantation et histoire
C'est en 1983 que le Conseil général du Vaucluse, en partenariat avec le syndicat des boulangers et la Chambre des métiers du Vaucluse, a ouvert ce musée artisanal. Il est situé dans une bâtisse du XVIIe siècle qui, jusqu'en 1920, abritait un four à pain.
Le musée présente les étapes de la fabrication du pain, avec ses ingrédients, outils, formes, etc. Il aborde aussi la fonction sociale et économique ainsi que les symboles véhiculés par cet aliment particulier.

## Organisation du musée

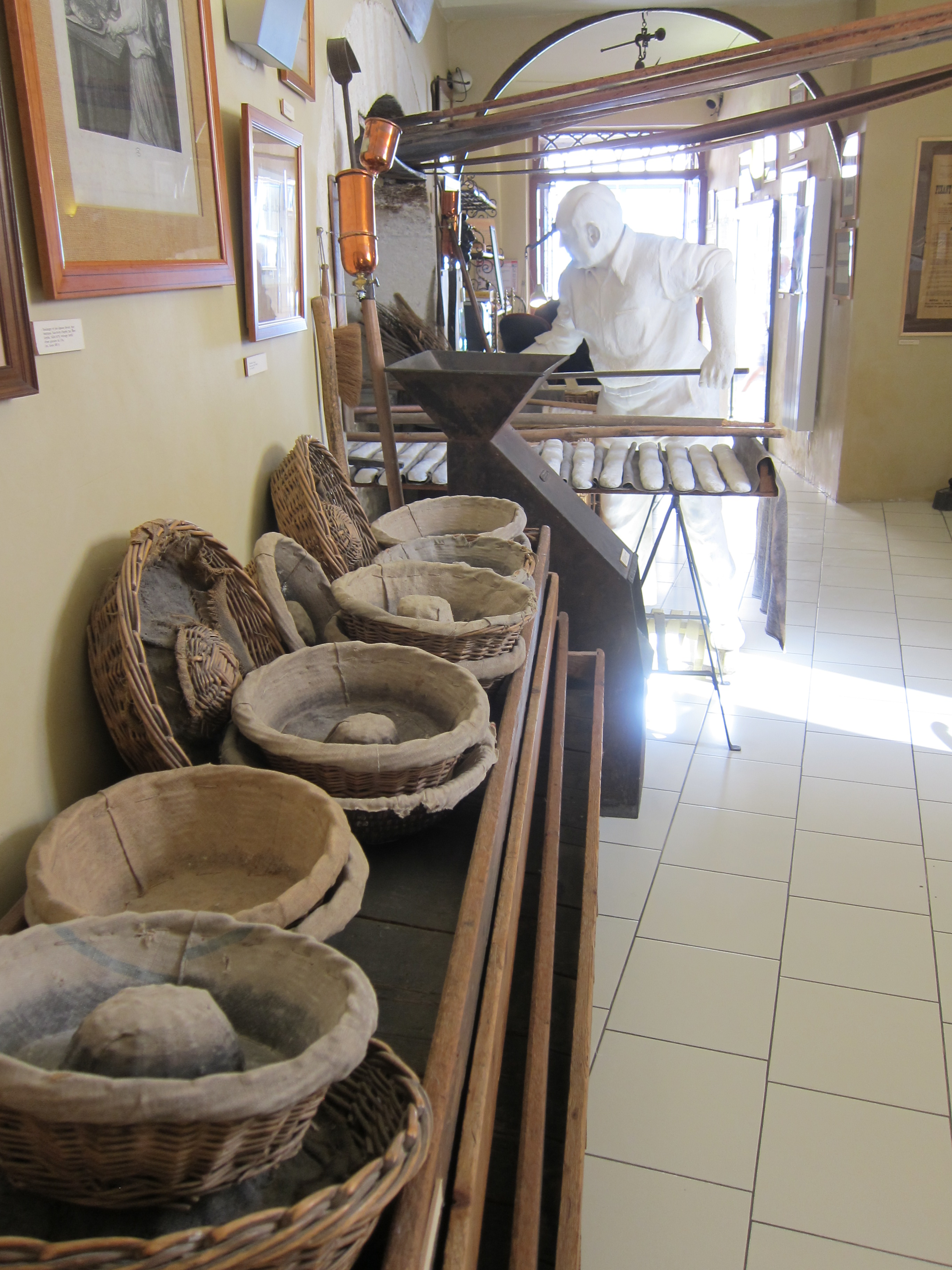
Présentoir à panières

Le cheminement muséographique permet au visiteur de visiter les quatre étages et d'y découvrir :
- Rez-de-chaussée : des pains exposés avec une collection de documents sur le métier en lui-même. On y trouve tous les outils nécessaires à l'enfournement des pains: fourche à fagots, tire-braise, étouffoir, pelles, panière en jonc, etc. On y trouve aussi la partie réservée à la préparation de la pâte : pétrins, bannetons, tamis, raques, planchons et bacs à farine.
- Les caves voutées permettent de découvrir les outils et machines nécessaires à la moisson des céréales
- Premier étage : présentation d'un fonds documentaire et d'archives sur la culture des céréales, la meunerie, la minoterie, etc. De très nombreux moules sont aussi présentés.
- Deuxième étage : cette salle présente le pain dans notre société avec une collection iconographique sur la symbolique du pain, dans la société comme dans les religions, ainsi que les coutumes autour du pain.